# صقر
الصقر جنس من الطيور الجارحة الذي يضم حوالي 40 نوعاّ. الصقور لها انتشار عالمي وتتواجد بكل بِقاع العالم باستثناء أنتاركتيكا.
تتمتع الصقور البالغة بأجنحة مستدقة رفيعة تمكنها من الطيران بسرعة عالية وتغيير اتجاهها بسرعة. تتمتع الصقور اليافعة، في عامها الأول من الطيران، بريش طيران أطول، مما يجعل تكوينها أشبه بتكوين طائر للأغراض العامة مثل الجناح العريض. هذا يجعل الطيران أسهل أثناء تعلم المهارات اللازمة ليكونوا صيادين فعَّالين كالبالغين.
الصقور هي أكبر جنس في فُصيلة الصقراوات التابعة لفصيلة الصقرية، والتي تضم أيضًا فُصيلة أخرى تضم الأشابير وعدد قليل من الأنواع الأخرى. تقتل كل هذه الطيور بمناقيرها، باستخدام «سن» على جانب مناقيرها على عكس البيزان والعقبان وغيرها من أعضاء رتبة البازيات، التي تستخدم أقدامها.
أكبر صقر هو السُّنْقُرُ الذي يصل طوله إلى 65 سم. وأصغر أنواع الصقور هو الصقر القزم الذي يبلغ قياسه 20 سم فقط. كما هو الحال مع أغلب الجوارح الأخرى، تُظهر الصقور مثنوية الشكل الجنسي، حيث تكون الإناث عادة أكبر من الذكور، مما يسمح لها باصطياد فرائس أكبر.
بعض الصقور الصغيرة ذات الأجنحة الطويلة الضيقة تُسمى الصُقَيْرّٓات (مفرد: صُقَيِّر). أما التي تحوم أثناء الصيد تُسمى العواسِق.
كما هو الحال مع العديد من الطيور الجارحة، تتمتع الصقور بقدرة استثنائية على الرؤية. تم قياس حِدة البصر لأحد الأنواع وكانت بمعدل 2.6 مرة مقارنة بالإنسان العادي. سجلت الشواهين الغوص بسرعة 320 كم / ساعة (200 ميل في الساعة)، مما يجعلها أسرع المخلوقات على وجه الأرض؛ حقق أسرع غوص عمودي مسجّل وصل لسرعة تبلغ 390 كم / ساعة (240 ميلاً في الساعة).

## الأنواع
| الاسم الشائع      | الاسم العلمي          | الانتشار                                                                                    | الصورة |
| ----------------- | --------------------- | ------------------------------------------------------------------------------------------- | ------ |
| عوسق ملغاشي       | Falco newtoni         | مدغشقر ومايوت وجزر القمر                                                                    |        |
| عوسق سيشل         | Falco araeus          | جزر سيشيل                                                                                   |        |
| عوسق موريشيوس     | Falco punctatus       | موريشيوس                                                                                    |        |
| عوسق مرقط         | Falco moluccensis     | والاسيا وجاوة                                                                               |        |
| عوسق نانكين       | Falco cenchroides     | أستراليا وغينيا الجديدة                                                                     |        |
| عوسق مألوف        | Falco tinnunculus     | أوراسيا وإفريقيا                                                                            |        |
| عوسق الصخور       | Falco rupicolus       | شمال غرب أنغولا وجنوب جمهورية الكونغو الديمقراطية إلى جنوب تانزانيا وجنوباً إلى جنوب إفريقيا |        |
| عوسق كبير         | Falco rupicoloides    | جنوب غرب إفريقيا وأجزاء من شرق إفريقيا                                                      |        |
| عوسق ثعلبي        | Falco alopex          | الجزء الشمالي من أفريقيا جنوب الصحراء                                                       |        |
| عُويسِق             | Falco naumanni        | منطقة البحر الأبيض المتوسط ووسط أسيا وإفريقيا                                               |        |
| عوسق رمادي        | Falco ardosiaceus     | إثيوبيا وأجزاء من غرب تانزانيا وكينيا                                                       |        |
| عوسق ديكينسون     | Falco dickinsoni      | جنوب شرق إفريقيا                                                                            |        |
| عوسق مخطط         | Falco zoniventris     | مدغشقر                                                                                      |        |
| صقر أحمر الرقبة   | Falco chicquera       | إفريقيا والهند                                                                              |        |
| صقر أحمر القدمين  | Falco vespertinus     | جنوب روسيا وأكرانيا وإفريقيا                                                                |        |
| صقر أُمور          | Falco amurensis       | جنوب شرق سيبيريا وشمال الصين                                                                |        |
| صقر اِليونورا      | Falco eleonorae       | المنطقة المتوسطية ومدغشقر                                                                   |        |
| صقر داكن          | Falco concolor        | شمال شرق إفريقيا إلى جنوب الخليج العربي                                                     |        |
| عوسق أمريكي       | Falco sparverius      | أمريكا الشمالية                                                                             |        |
| صقر أبولمادو      | Falco femoralis       | شمال المكسيك وترينيداد وتوباغو إلى أمريكا الجنوبية                                          |        |
| يؤيؤ              | Falco columbarius     | أوراسيا وشمال إفريقيا وأمريكا                                                               |        |
| صقر الخفافيش      | Falco rufigularis     | المكسيك الاستوائية وجنوب أمريكا                                                             |        |
| صقر برتقالي الصدر | Falco deiroleucus     | جنوب المكسيك إلى شمال الأرجنتين                                                             |        |
| صُقَيِّر أوراسي       | Falco subbuteo        | أوراسيا وإفريقيا                                                                            |        |
| صُقَيِّر إفريقي       | Falco cuvierii        | إفريقيا جنوب الصحراء                                                                        |        |
| صُقَيِّر شرقي         | Falco severus         | جنوب شرق أسيا                                                                               |        |
| صُقَيِّر أسترالي      | Falco longipennis     | أستراليا                                                                                    |        |
| صقر نيوزيلندا     | Falco novaeseelandiae | نيوزيلندا                                                                                   |        |
| صقر بني           | Falco berigora        | أستراليا وغينيا الجديدة                                                                     |        |
| صقر رمادي         | Falco hypoleucos      | أستراليا                                                                                    |        |
| صقر أسود          | Falco subniger        | أستراليا                                                                                    |        |
| صقر وكري          | Falco biarmicus       | إفريقيا وجنوب شرق أوروبا وأقصى غرب أسيا                                                     |        |
| صقر لاغار         | Falco jugger          | شبه القارة الهندية ونواحيها                                                                 |        |
| صقر حر            | Falco cherrug         | اثيوبيا والجزيرة العربية وشرق أوروبا ووسط أسيا                                              |        |
| سنقر              | Falco rusticolus      | شرق وغرب غرينلاند والنرويج وشمال أمريكا الشمالية                                            |        |
| صقر البراري       | Falco mexicanus       | غرب أمريكا الشمالية                                                                         |        |
| الشاهين           | Falco peregrinus      | انتشار عالمي                                                                                |        |
| صقر تايتا         | Falco fasciinucha     | كينيا                                                                                       |        |